# Yo! MTV Raps
Yo! MTV Raps é um programa de televisão norte-americano que reúne grupos de Rap/Hip hop.